# Cophixalus aenigma
Cophixalus aenigma és una espècie de granota que viu a Austràlia.